# ستيفن سلون
ستيفن سلون (بالإنجليزية: Steven Sloane)‏ هو مدير موسيقي أمريكي، ولد في 1958 في لوس أنجلوس في الولايات المتحدة.

## وصلات خارجية
- الموقع الرسمي
- ستيفن سلون على موقع ميوزك برينز (الإنجليزية)
- ستيفن سلون على موقع أول ميوزيك (الإنجليزية)
- ستيفن سلون على موقع ديسكوغز (الإنجليزية)